# Мухарем Асовић
Мухарем Асовић (Никшић, 25. март 1912 — Драговољићи, код Никшића, 10. јануар 1943), учесник Народноослободилачке борбе и народни херој Југославије.

## Биографија
Рођен је 25. марта 1912. године у Никшићу.
Пре Другог светског рата је радио као ковачки радник. Члан Комунистичке партије Југославије је од јула 1934. године.
Учесник Народноослободилачке борбе је од 1941. године. После повлачења Главнине партизанских снага из Црне Горе, половином 1942. године, као члан Окружног комитета КПЈ за Никшић илегално је радио на организовању и јачању Народноослободилачког покрета у Никшићу и околини.
Јануара 1943. године, заједно са још три друга у селу Драговољићима, код Никшића, опколили су га четници. У неравноправној борби био је тешко рањен. Да не би жив пао непријатељу у руке, извршио је самоубиство.
Указом председника Федеративне Народне Републике Југославије Јосипа Броза Тита, 10. јула 1953. године, проглашен је за народног хероја.